# Mt. Washington Arboretum
El Arboreto del monte Washington (en inglés: Mt. Washington Arboretum), es un arboreto y jardín botánico de 1 acres, (4,000 m²) de extensión, en Baltimore, Maryland, Estados Unidos. 

## Localización
Se ubica en el parque "Druid Hill Park" en el centro de Baltimore.
Howard Peters Rawlings Conservatory and Botanic Gardens of Baltimore 3100 Swann Drive, Baltimore, Baltimore County, Maryland, 21801 United States of America-Estados Unidos de América.
Planos y vistas satelitales.39°22′0.84″N 76°39′19.87″O / 39.3669000, -76.6555194
El invernadero se encuentra abierto a diario excepto los lunes.

## Historia
El "Mt. Washington Arboretum" fue fundado en 1999. 
Fue construido en el terreno que ocupaba un complejo de apartamentos destruido por el Huracán David y más tarde reacondicionado y amortizado.

## Colecciones
Actualmente contiene árboles y arbustos de clima templado con sotobosque de plantas herbáceas del estado de Maryland.